# 945. grenadirski polk (Wehrmacht)
945. grenadirski polk (izvirno nemško 945. Grenadier-Regiment; kratica 945. GR) je bil pehotni polk Heera v času druge svetovne vojne.

## Zgodovina
Polk je bil ustanovljen 1. decembra 1943 za potrebe 357. pehotne divizije.